# Saint-Sernin-du-Bois
Saint-Sernin-du-Bois é uma comuna francesa na região administrativa de Borgonha-Franco-Condado, no departamento Saône-et-Loire. Estende-se por uma área de 14,72 km². Em 2010 a comuna tinha 1 811 habitantes (densidade: 123 hab./km²).